# Apatophysis modica
Apatophysis modica är en skalbaggsart som beskrevs av Charles Joseph Gahan 1906. Apatophysis modica ingår i släktet Apatophysis och familjen långhorningar.
Artens utbredningsområde är:
- Afghanistan.
- Iran.
- Pakistan.

Inga underarter finns listade i Catalogue of Life.